# بیردزتاون (ایلینوی)
بیردزتاون، ایلینوی (به انگلیسی: Beardstown, Illinois) یک شهر در ایالات متحده آمریکا با جمعیت ۶٬۱۲۳ نفر است که در ایلی‌نوی واقع شده‌است.

## موقعیت جغرافیایی
موقعیت جغرافیایی شهرها و مناطق اطراف به شرح زیر است: